# اولریش نوتن
اولریش نوتن (آلمانی: Ulrich Noethen؛ زادهٔ ۱۸ نوامبر ۱۹۵۹) یک هنرپیشه اهل آلمان است.
از فیلم‌ها یا برنامه‌های تلویزیونی که وی در آن نقش داشته است می‌توان به سقوط، هیندنبورگ و هانا آرنت اشاره کرد.